# Loubigné
Loubigné település Franciaországban, Deux-Sèvres megyében. Lakosainak száma 157 fő (2022. január 1.). Loubigné Aubigné, Loubillé, Chef-Boutonne és Valdelaume községekkel határos.

## Népesség
A település népességének változása:
| Lakosok száma | 161  | 162  | 166  | 161  | 159  | 158  | 156  | 156  | 157  |
|               | 2013 | 2015 | 2016 | 2017 | 2018 | 2019 | 2020 | 2021 | 2022 |